# بخش ایتوزاینگو
بخش ایتوزاینگو (به اسپانیایی: Departamento Ituzaingó) یک منطقهٔ مسکونی در آرژانتین است که در استان کورینتس واقع شده‌است. بخش ایتوزاینگو ۸٬۶۱۳ کیلومتر مربع مساحت و ۳۰٬۵۶۵ نفر جمعیت دارد.